# Восстание в Уоттсе
Беспорядки в Уоттсе (Восстание в Уоттсе, англ. Watts Riots) — гражданские беспорядки (межэтнический конфликт) в районе Лос-Анджелеса Уоттс в период с 11 по 17 августа 1965 года.
Беспорядки в Уоттсе оставались самыми массовыми вплоть до беспорядков в Детройте в 1967 году. В результате шестидневных беспорядков 34 человека погибло, 1032 человека получили ранения, 3438 были арестованы, а недвижимому имуществу в зоне беспорядков был нанесён ущерб на более чем сорок миллионов долларов.

## Предыстория
Во время «Великой миграции» (англ. Great Migration) в 1920-х годах большое количество афроамериканского населения переехало в северные города страны — Детройт, Чикаго и Нью-Йорк в целях спасения от расовой сегрегации, «законов Джима Кроу», насилия и расовой нетерпимости южных штатов. Миграция чернокожего населения проходила в основном через Лос-Анджелес. Во время «Второй великой миграции» (англ. The Second Great Migration) чернокожее население в значительных количествах переезжало на Западное побережье США по причине создания большого количества рабочих мест в оборонной промышленности в ходе Второй Мировой войны.
Численность чернокожего населения Лос-Анджелеса выросла с 63 700 человек в 1940 году до 763 000 в 1970 году, сделав тем самым чернокожую диаспору видимой простому обывателю.

## Расовая сегрегация в местах проживания
Лос-Анджелес «де-юре» не имел законов о сегрегации (разделение по закону) наподобие южных штатов, но был ряд ограничивающих соглашений, которые запрещали чернокожим и латиноамериканцам снимать и покупать жильё в определённых местах. Несмотря на то, что в 1948 году суды признали наличие подобных ограничений незаконными, они, тем не менее, продолжали существовать ещё достаточно долгое время. С начала двадцатого века Лос-Анджелес был разделён по этническому признаку. В 1920-е годы в Лос-Анджелесе были приняты первые в стране соглашения об ограничениях на рынке жилья по расовому признаку. К началу Второй Мировой войны 95 % жилого фонда Лос-Анджелеса находилось под запретом для заселения чернокожими и азиатами. Национальные меньшинства, проходившие службу в вооружённых силах США и работавших на оборонных предприятиях Лос-Анджелеса, столкнулись со всё возрастающей дискриминацией на рынке жилья. В дополнение ко всему, представители национальных меньшинств столкнулись с ограничениями на рынке пригородного жилья и в праве на поселение в районах Восточного, Южного Лос-Анджелеса, Уоттса и Комптона. Существование подобных ограничений на рынке жилья вело к ограничениям на обучение и работу для представителей национальных меньшинств.
С увеличением количества чернокожего населения в районе Уоттса у строителей жилья появился дополнительный стимул к освоению территории. К примеру, компания Девенпорт Билдерс (англ. Davenport Builders) стала крупнейшим застройщиком, отреагировавшим на повышение спроса со стороны чернокожего населения и «положившим глаз» на неосвоенные земли в Комптоне. Этот район, изначально занимаемый белым населением, в 1940-е годы быстро превратился в район для афроамериканского среднего класса, где «синие воротнички» могли наслаждаться жизнью вдали от трущоб. Застройщики предложили хорошие условия для проживания, дома большой площади для всей семьи и возможности для воспитания детей.
В начале 1950-х годов из-за выросшего количества чернокожего населения район Южного Централа превратился в место расовой нетерпимости, взрывов, стрельбы по белому населению и сжигания крестов на полянах перед домами, купленными чернокожими. В ходе последующей эскалации насилия, берущей своё начало в 1920-е годы, организованные из представителей белого населения банды в окрестностях таких городов, как Саут-Гейт (англ. South Gate) и Хантигтон-Парк (англ. Huntington Park), начали регулярно нападать на чернокожих, проезжающих через эти города. Для защиты от подобных нападений со стороны белых чернокожее население стало собираться в отряды самообороны, что впоследствии заложило основу для формирования нагоняющих ужас уличных банд.
Взрывной рост пригородов, большинство из которых имели те или иные ограничения для поселения чернокожего населения, привёл к массовому исходу белых, проживающих в пограничных с чёрным населением кварталах. Быстрое распространение чернокожего населения по округе достигалось путём использования технологии «блокбастинг» (англ. blockbusting), при которой спекулянты недвижимостью приобретали один дом на полностью «белой» улице, а затем сдавали или продавали его чернокожим. Это приводило к тому, что белое население снималось с места, а спекулянты выкупали выставленные на продажу дома по сниженным ценам для их последующей перепродажи чернокожему населению.

## Дискриминация со стороны полиции
Чернокожее и латиноамериканское население дискриминировалось не только в сфере возможностей получения высокооплачиваемой работы, на рынке жилья и в области политических свобод белого населения — оно сталкивалось с дискриминацией и со стороны полицейского управления Лос-Анджелеса (англ. Los Angeles Police Department). В 1950 году на должность руководителя департамента полиции Лос-Анджелеса (англ. Los Angeles Chief of Police) был назначен и приведён к присяге Уильям Паркер. Паркер добивался большей независимости от политического влияния на полицию, для создания более профессиональной команды, понёсшей серьёзные потери после крупного скандала, вызванного «Кровавым Рождеством» в 1951 году (англ. Bloody Christmas of 1951). Общественность поддержала его и проголосовала за специальную партию, отделявшую полицейский департамент от остального правительства и в 1960-х годах полицейское управление Лос-Анджелеса считалось одним из лучших в стране.
Несмотря на проводимые реформы в полиции, в результате которых была создана действующая по-армейски профессиональная команда, управление полиции Лос-Анджелеса стало объектом критики за «полицейскую жестокость» (англ. police brutality) со стороны чернокожего и латиноамериканского населения. Полицейские унижали взрослых прямо на глазах детей, а мужей — на глазах у их жён.
Уильям Паркер ввёл в практику полиции «обработку» как можно большего количества детей и подростков чернокожего населения. Его философией стала демонстрация доминирования белого человека чернокожим детям и подросткам для того, что бы они в будущем лучше понимали — кто в доме хозяин. Притеснения на расовой почве вызвали недовольство чернокожего населения в Уоттсе и 11 августа 1965 года здесь началось «Восстание в Уоттсе».

## Начало беспорядков
В среду вечером одиннадцатого августа 1965 года белым офицером Калифорнийского дорожного патруля (англ. California Highway Patrol) Ли Миникусом (англ. Lee Minikus) по подозрению в управлении транспортным средством в состоянии интоксикации был остановлен 21-летний чернокожий Маркет Фрай (англ. Marquette Frye). После того, как офицер Миникус удостоверился в физическом состоянии задержанного, он вызвал эвакуатор для транспортировки автомобиля на штрафную стоянку.
В это время брат Маркета Фрая Рональд, сидевший рядом с братом при задержании, вышел из машины и зашёл в свой дом и вызвал на помощь свою мать . Прибывший наряд полиции попытался арестовать Маркета Фрая при помощи грубой физической силы. Ситуация обострялась, и на месте задержания начала собираться толпа местных жителей, которые стали кричать на офицеров полиции и кидать в них различные предметы. Мать Фрая и его брат вступили в схватку с полицейским патрулем и были арестованы вместе с Маркетом Фраем. Толпа из местных жителей продолжала собираться даже после того, как семья Фраев была арестована.
Для разгона собравшейся толпы на месте задержания полиция прибывала несколько раз за ночь, и в моменты разгона полицейских атаковали камнями. По результатам ночных рейдов было арестовано двадцать девять человек.

## Беспорядки

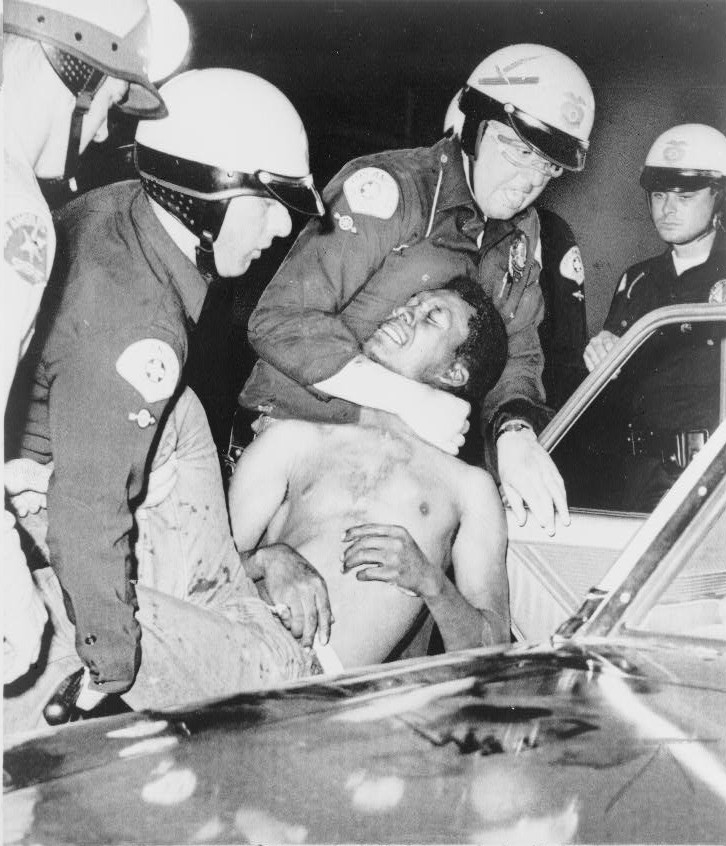
Полиция производит арест во время беспорядков.

После ночных происшествий полиция и лидеры диаспор договорились о проведении собрания в четверг 12 августа для обсуждения плана последующих действий по снятию напряжения, но собрание провалилось. После провала переговоров шеф полиции Уильям Паркер обратился за помощью к частям Национальной Гвардии, расквартированным в Калифорнии (англ. California Army National Guard). К пятнице, 13 августа 1965 года, беспорядки на улицах начали нарастать и порядка 2300 человек из Национальной Гвардии, выделенных в помощь полиции, пытались поддерживать порядок на улицах. В полночь на 14 августа количество гвардейцев было увеличено до 3900 человек.
В зоне беспорядков было объявлено военное положение и введен комендантский час. Район Южного Централа Лос-Анджелеса (англ. South Los Angeles) был оцеплен силами Национальной Гвардии . Для оцепления были выделены 934 офицера полиции и 718 офицеров из департамента шерифа округа Лос-Анджелес (англ. Los Angeles County Sheriff's Department).
На протяжении пяти дней в беспорядках принимали участие от 31 до 35 тысяч человек и ещё порядка 70 тысяч «симпатизировали, но бездействовали». Многие белые жители воспринимали участников беспорядков в качестве преступников и мародёров, тогда как чернокожее население считало беспорядки «ответной реакцией на действия системы». Чернокожий гражданский активист Байард Растин (англ. Bayard Rustin) писал в 1966 году: «подлинной ценностью беспорядков в Уоттсе стало то, что это было первая крупная акция протеста чернокожих против их собственного мазохизма, и они ясно показали, что больше не будут безропотно сносить тяготы трущобной жизни».
Во время беспорядков происходили стычки с полицией, блокировалась работа пожарных команд во время их выезда на объекты, происходили нападения на белых водителей. От поджогов и грабежей страдали преимущественно белые владельцы магазинов, что вызывало сильнейшее недовольство последних.
Начальник полиции Лос-Анджелеса Уильям Паркер охарактеризовал действия протестующих как поведение «обезьян в клетках». В результате беспорядков городу был нанесен ущерб на более чем 40 миллионов долларов США и около тысячи домов были уничтожены или повреждены.
| Коммерческие и частные здания               | Общественные здания    | Итого      |
| ------------------------------------------- | ---------------------- | ---------- |
| Повреждено/сожжено: 258                     | Повреждено/сожжено: 14 | Итого: 272 |
| Разграблено: 192                            |                        | Итого: 192 |
| Итого повреждено/сожжено и разграблено: 288 |                        | Итого: 288 |
| Уничтожено: 267                             | Уничтожено: 1          | Итого: 268 |
| Итого: 977                                  |                        |            |

## После беспорядков
По причине того, что район Уоттса был и раньше известен своей напряжённой социальной и расовой обстановкой, сразу же после беспорядков начали возникать предположения, что же в реальности привело к таким событиям, и высказывались абсолютно разные точки зрения на произошедшее. Для расследования событий была создана специальная комиссия, которую возглавил губернатор Пэт Браун (англ. Pat Brown). Комиссия во главе с бывшим директором ЦРУ Джоном Маккоуном (англ. John Alexander McCone) провела расследование и второго декабря 1965 года выпустила отчёт, озаглавленный как «Насилие в городе — конец или начало? Отчёт губернаторской комиссии по расследованию беспорядков в Лос-Анджелесе» (англ. Violence in the City—An End or a Beginning?: A Report by the Governor's Commission on the Los Angeles Riots, 1965). В отчёте были предоставлены заключения о том, что причиной вспыхнувших беспорядков стал высокий уровень безработицы, плохая система начального школьного образования и плохие условия жизни чернокожего населения в районе Уоттс. В отчёте были представлены рекомендации для исправления выявленных проблем: «повышение грамотности населения и улучшение программ дошкольного образования, развитие связей между полицией и представителями национальных меньшинств, развитие программ обучения, необходимых для устройства на работу, улучшение медицинского обслуживания, улучшение системы общественного транспорта и т. д.» Большинство из представленных Комиссией рекомендаций так и не были никогда выполнены.
Выводами Комиссии, однако, обсуждение событий не ограничилось, и в обществе было представлено большое количество точек зрения на беспорядки. Опросы населения показали, что часть населения связывала произошедшие события с деятельностью коммунистических групп, тогда как другая часть населения обвиняла в событиях высокий уровень безработицы и расовую дискриминацию. Причём случаи проявления расизма и дискриминации рассматривались на слушаниях американской «Комиссии по гражданским правам» (англ. U.S. Commission on Civil Rights), которые проходили в Лос-Анджелесе тремя годами ранее. Одной из целей тех слушаний была выработка правил по действиям полиции против чернокожих мусульман, которые, как считалось, необоснованно дискриминировались.
Даже после завершения беспорядков в обществе шли дебаты, на которых обсуждались причины, приведшие к подобным событиям, а через два дня после начала беспорядков в Уоттсе с речью выступил Мартин Лютер Кинг.
Как считается, дополнительной причиной беспорядков стала реакция на проект поправок к закону о запрете расовой дискриминации при съёме или приобретении жилья (англ. Rumford Fair Housing Act).

## Дополнительные материалы
- Cohen, Jerry and William S. Murphy, Burn, Baby, Burn! The Los Angeles Race Riot, August 1965, New York: Dutton, 1966.
- Conot, Robert, Rivers of Blood, Years of Darkness, New York: Bantam, 1967.
- Guy Debord, Decline and Fall of the Spectacle-Commodity Economy, 1965. A situationist interpretation of the riots русский перевод
- Horne, Gerald, Fire This Time: The Watts Uprising and the 1960s, Charlottesville: University of Virginia Press, 1995.
- Thomas Pynchon, «A Journey into the Mind of Watts», 1966. full text
- David O' Sears, The politics of violence: The new urban Blacks and the Watts riot
- Clayton D. Clingan, Watts Riots
- Paul Bullock, Watts: The Aftermath. New York: Grove Press, Inc., 1969.
- Johny Otis, Listen to the Lambs. New York: W.W. Norton and Co. 1968.